# Cis adelaidae
Cis adelaidae is een keversoort uit de familie houtzwamkevers (Ciidae). De wetenschappelijke naam van de soort werd in 1888 gepubliceerd door Thomas Blackburn.